# Márcio Mossoró
José Márcio da Costa, mais conhecido como Márcio Mossoró, ou simplesmente Mossoró, (Mossoró, 4 de julho de 1983), é um ex-futebolista brasileiro que atuava como meia.

## Carreira
Márcio Mossoró iniciou sua carreira profissional no Ferroviário, de Fortaleza, em 2001. Em 2002, transferiu-se para o Santa Catarina. No mesmo ano, passou a defender o Paulista, de Jundiaí. Mossoró destacou-se pelo clube do estado de São Paulo, onde participou do vice-campeonato do Paulistão de 2004 e da conquista da Copa do Brasil de 2005.
No segundo semestre de 2005, o jogador mudou de clube, passando a integrar o elenco do Internacional, de Porto Alegre. Pelo Colorado, Márcio Mossoró conquistou dois títulos, a Copa Libertadores da América de 2006 (o mais importante de sua carreira) e a Recopa Sul-Americana de 2007.
Em julho de 2007, o atleta foi emprestado pelo Internacional para o Marítimo, de Portugal. Após uma boa temporada (2007–08) no clube português, foi negociado em julho de 2008 — um ano depois — transferindo-se definitivamente para o Braga, também do futebol português, que adquiriu seu vínculo junto ao Internacional e firmou um contrato de quatro anos com o jogador.

### Retorno ao Brasil
Em 2022, após 14 temporadas no exterior, Márcio Mossoró acertou seu retorno ao Brasil para defender o América de Natal, time do estado em que nasceu, o Rio Grande do Norte. Mas sua passagem pelo alvirrubro foi bastante breve, alegando estar insatisfeito, rescindiu seu contrato com o clube com apenas dois jogos disputados.
Em seguida, assinou com o Potiguar de Mossoró, e assim, realizando o sonho de jogar profissionalmente na cidade em que nasceu, Mossoró. Realizou sua estreia diante do Santa Cruz de Natal.
| “ | As coisas não ocorreram da forma que a gente esperava. Quando voltei, sempre falei que queria ficar próximo dos meus pais, realizar o sonho de ver toda a minha família me vendo jogar como profissional. E o Potiguar está me dando essa oportunidade. Não é pelo dinheiro, não é pelo clube, é pela minha alegria. Eu quero desfrutar. Nada melhor do que desfrutar na minha cidade, perto da minha família. Eu amo o futebol. Por isso que decidi voltar para Mossoró, jogar pelo Potiguar. O Potiguar me abriu as portas novamente. Eu não poderia terminar minha carreira sem ter jogado aqui no Rio Grande do Norte. Enquanto eu tiver essa vontade de jogar futebol, eu vou continuar. | ” |

Seu primeiro jogo vestindo a camisa do Potiguar de Mossoró foi diante do Força e Luz, no Estádio Nazarenão em Goianinha. Já atuando profissionalmente em Mossoró, seu primeiro gol foi diante do ABC numa vitória por 2 a 1. 
Pela equipe de Mossoró, Márcio conquistou a terceira colocação do Campeonato Potiguar e classificando a equipe para a Série D de 2023 e para a disputa da pré-Copa do Nordeste.
Na temporada seguinte voltou a marcar na goleada por 5 a 1 contra o Alecrim pelo Campeonato Potiguar. No penúltimo jogo do Potiguar de Mossoró no Estadual contra o ABC, Márcio Mossoró deixou em aberto a possibilidade da partida contra o Santa Cruz ser o sua última partida como jogador profissional de futebol.
Diante do Santa Cruz o meio-campista realizou o sonho de atuar profissionalmente com o seu filho Nikolas, que integra as categorias de base do clube de Mossoró. Na ocasião, os dois atuaram juntos por 20 minutos na vitória de virada do Potiguar de Mossoró.
| “ | Agradeço a Deus por esse momento, por ter realizado esse sonho. Fico feliz de ter jogado e participado com o meu filho. Foi uma noite muito especial. Além desse sonho realizado, fiquei muito feliz, também, pela vitória da nossa equipe. Eu fico muito feliz por ele, que trabalha duro todos os dias. É assim nas categorias de base, e agora vem conquistando o seu espaço no time profissional, que tem aproveitado bastante. Eu não faço nada em relação a isso. É mérito exclusivo do meu filho. | ” |

Com o resultado, o Time Príncipe garantiu sua vaga na Pré-Copa do Nordeste.

### Aposentadoria
Durante coletiva realizada no dia 17 de abril, Márcio Mossoró confirmou que irá se aposentar oficialmente dos gramados para se dedicar exclusivamente na parte de gerir o futebol do Potiguar de Mossoró. Márcio que já era CEO do clube, assumiu o comando do Departamento de Futebol do alvirrubro.
Márcio comentou sobre a possibilidade junto a diretoria do clube para realizar um jogo de despedida na Série D.
| “ | Conversamos com a direção todos os dias, analisamos a situação e vamos dar sequência ao projeto no Potiguar. Agora a minha responsabilidade será ainda maior por tudo que está envolvido desde a minha chegada. Agora, fora de campo, vou ter mais tempo para me dedicar a gestão do clube. Agora vou ter mais tempo e mais responsabilidade. Agora pode jogar a responsabilidade para mim, como diretor. Sei que será um grande desafio. É hora de trabalhar e buscar novos recursos e patrocinadores para estruturar o Potiguar o máximo possível. Tenho uma história no clube, mesmo com pouco tempo no clube. Agora é me dedicar, trabalhar e entregar ao Potiguar a melhor estrutura possível, claro, vai ser um trabalho a longo prazo. Sei que posso trazer recursos, trazer parceiros e vou buscar isso no mercado. Vou alinhar junto com todos do Potiguar para ter a oportunidade e quem sabe fazer o meu jogo de despedida contra o Santa Cruz (PE) pela Série D do Brasileiro. Foi justamente contra o Santa Cruz que marquei o meu primeiro gol como profissional em uma competição de nível nacional (Série B de 2004). Mas, vou pensar com calma e buscar tomar a melhor decisão possível. Na úlltma quarta-feira, contra o Santa Cruz de Natal, realizei um dos momentos mais marcantes de minha carreira, que foi jogar ao lado do meu filho Nikolas. Mas, existe sim a possibilidade de me despedir nesse jogo contra O Santa Cruz. | ” |

### Retorno aos gramados
Em agosto de 2023, Márcio Mossoró adiou sua aposentadoria dos gramados para defender o Mossoró na disputa da segunda divisão do Campeonato Potiguar de 2023.
No dia 12 de novembro após vencer o Baraúnas por 2 a 0, o Carcará assegurou o acesso à primeira divisão do futebol potiguar depois de 27 anos. Garantindo dois representantes de Mossoró no Campeonato Potiguar depois de cinco anos, juntando-se ao Potiguar de Mossoró.

## Pós-carreira
Márcio Mossoró se aposentou dos gramados e começou a se dedicar exclusivamente na gestão do futebol do Potiguar de Mossoró, ocupando o Departamento de Futebol do Clube. Márcio já ocupava a posição de CEO do clube.
Após a saída em comum acordo do técnico Júnior Câmara, a convite do presidente Djalma Júnior, Márcio Mossoró assumiu o comando técnico do Potiguar de Mossoró de forma interina enquanto o clube não acerta com um novo treinador.
Márcio deixou o comando interino da equipe alvirrubra após o empate em 1 a 1 com o Campinense no Nogueirão pela Série D de 2023. O ex-jogador além do cargo de treinador, também teve seu desligamento dos cargos de CEO e gestor do departamento de futebol do Potiguar de Mossoró confirmados pelo presidente do clube, Djalma Júnior.
Sob seu comando em cinco jogos, o Potiguar venceu dois jogos, empatou uma e foi derrotado em duas oportunidades. 

## Títulos
Paulista
- Copa do Brasil: 2005

Internacional
- Copa Libertadores da América: 2006
- Recopa Sul-Americana: 2007

Sporting Braga
- Taça da Liga: 2012–13

Mossoró
- Campeonato Potiguar - Segunda Divisão: 2023